# Krzysztof Mangel
Krzysztof Mangel (ur. 17 sierpnia 1925 w Warszawie, zm. 30 stycznia 2018) – polski radiootechnik i elektronik, żołnierz Ludowego Wojska Polskiego podczas II wojny światowej.

## Życiorys
W 1934 roku wraz z rodzicami wyjechał do Moskwy, gdzie jego ojciec – inżynier chemik – otrzymał pracę. Trzy lata później ojciec został aresztowany i zesłany na Kołymę, gdzie zmarł. Krzysztof Mangel uczęszczał do rosyjskiej szkoły, tam też zainteresował się elektrotechniką i radiotechniką. Po wybuchu wojny niemiecko-radzieckiej w 1941 roku podjął pracę elektromontera w fabryce tworzyw sztucznych w moskiewskiej dzielnicy Rostokino, a następnie jako elektryk w zakładach obróbki metali. W 1943 roku zgłosił się na ochotnika do 1. Dywizji Piechoty im. Tadeusza Kościuszki, skąd został skierowany do służby w 1 pułku lotnictwa myśliwskiego „Warszawa”, z którą to jednostką przeszedł cały szlak bojowy.
Po zakończeniu walk, w listopadzie 1945 roku został zdemobilizowany. W 1946 roku zdał maturę w Liceum im. Stefana Batorego w Warszawie, jednocześnie pracując jako monter w Fabryce Aparatów Elektrycznych. W tym samym roku podjął studia na Politechnice Gdańskiej, by następnie przenieść się na Politechnikę Warszawską. Na tej uczelni uzyskał najpierw dyplom inżyniera (1952), a następnie magistra (1960). Jednocześnie od 1952 roku był pracownikiem warszawskich Zakładów Radiowych im. Marcina Kasprzaka a następnie Warszawskich Zakładów Radiowych RAWAR, gdzie pełnił funkcję kierownika Wydziału Konstrukcji i Budowy Przyrządów Pomiarowych. Od 1957 roku był zastępcą głównego projektanta w Przemysłowym Instytucie Telekomunikacji. Z projektów, przy których pracował warto wymienić m.in. stacje radiolokacyjne „Nysa A” oraz „Avia A”. Za uruchomienie tej drugiej na lotnisku Warszawa-Okęcie zespół do którego należał otrzymał II nagrodę Mistrza Techniki. W latach 1963–1967 pracował w moskiewskim Sekretariacie RWPG, pełniąc funkcję radcy do spraw profesjonalnego sprzętu radioelektronicznego. Po powrocie do kraju był zatrudniony w Instytucie Tele- i Radiotechnicznym, a następnie w Centralnym Ośrodku Badawczo-Rozwojowym Elektronicznego Sprzętu Powszechnego Użytku.
Należał do Stowarzyszenia Elektryków Polskich (od 1957) oraz Naczelnej Organizacji Technicznej, a także Centralnej Komisji Jakości i Centralnej Komisji Przepisów Elektrycznych. W warszawskich strukturach SEP kierował Kołem Seniorów Oddziału Elektroniki, Informatyki, Telekomunikacji (1990-2014) oraz był zastępcą przewodniczącego Komisji Rewizyjnej Oddziału. W strukturach NOT natomiast należał do Komitetu Naukowo-Technicznego NOT ds. Ergonomii i Ochrony Pracy.
Był autorem opracowań „Urządzenia radionawigacyjne komunikacji lotniczej” (1964) oraz „50 lat Oddziału Elektroniki, Informatyki, Telekomunikacji SEP” (2002).

## Odznaczenia i nagrody
Podczas II wojny światowej Krzysztof Mangel został odznaczony Orderem Virtuti Militari, Medalami: „Za Warszawę 1939–1945”, „Za Odrę, Nysę, Bałtyk”, „Za udział w walkach o Berlin” oraz radzieckimi: „Za zwycięstwo nad Niemcami w Wielkiej Wojnie Ojczyźnianej 1941–1945”, „Za wyzwolenie Warszawy” i „Za zdobycie Berlina”.

Natomiast w latach powojennych otrzymał Krzyż Kawalerski Orderu Odrodzenia Polski, Srebrny i Brązowy Krzyż Zasługi oraz Srebrną i Złotą Odznakę Honorową SEP oraz NOT, Medale: Mieczysława Pożaryskiego oraz Janusza Groszkowskiego a także Medal 90-lecia SEP. Otrzymał również tytuły Zasłużonego Seniora SEP (1997) oraz Honorowym Prezesem Koła Seniorów (2009). W 2009 roku otrzymał również ministerialną statuetkę za wybitne osiągnięcia w rozwoju nauki i techniki.